# Depot II von Písek
Das Depot II von Písek (auch Hortfund II von Písek) ist ein Depotfund der frühbronzezeitlichen Aunjetitzer Kultur aus Písek im Jihočeský kraj, Tschechien. Es datiert in die Zeit zwischen 2000 und 1800 v. Chr. Das Depot befindet sich heute im Nationalmuseum in Prag.

## Fundgeschichte
Das Depot wurde 1928 erstmals erwähnt. Die genaue Fundstelle und die Fundumstände sind unbekannt. Wahrscheinlich besteht ein Zusammenhang mit der bronzezeitlichen Höhensiedlung auf dem Berg Velký Mehelník.
Aus Písek stammen insgesamt fünf Depotfunde, von denen drei (I, II und V) der Aunjetitzer Kultur und zwei (III und IV) der späten Bronzezeit angehören. Hinzu kommen mehrere Einzelfunde von Bronzegegenständen.

## Zusammensetzung
Das Depot besteht aus zwei bronzenen Ösenhalsringen bzw. Ringbarren. Sie sind grob geschmiedet und haben einen unregelmäßig eckigen Querschnitt. Die Oberflächen weisen deutliche Facetten auf. Auf den Innenseiten verläuft eine Rille. Die getriebenen Enden verjüngen sich und sind häkchenartig gebogen.